# Carl Landauer
Carl Landauer (geboren 15. Oktober 1891 in München; gestorben 16. Oktober 1983 Oakland, Kalifornien) war ein deutscher Sozialdemokrat und ein deutsch-amerikanischer Wirtschaftswissenschaftler.

## Werdegang
Carl Landauer wuchs in einer jüdischen Familie auf; sein Vater war der Kaufmann Abraham Landauer (1859–1925), seine Mutter Elsbeth Feuchtwanger (1896–1924). Er studierte von 1909 bis 1915 in Berlin, München und Heidelberg. Während seines Studiums war er Mitglied der Freien Studentenschaft. 1915 wurde er an der Ruprecht-Karls-Universität Heidelberg promoviert. Von 1926 bis 1933 war er zusammen mit Gustav Stolper und Georg Katona Herausgeber oder Redakteur der Zeitschrift Der Deutsche Volkswirt und war bis 1933 a. o. Professor an der Handelshochschule Berlin.
Seit 1912 war er Mitglied der Sozialdemokratischen Partei Deutschlands. Dabei setzte er sich 1919 gegen die Münchner Räterepublik ein.
Als Jude und Sozialdemokrat musste Carl Landauer nach der Machtübernahme der Nationalsozialisten 1933 fliehen und bekam 1934 eine Stelle als Lecturer im Department of Economics an der University of California, Berkeley. 1936 folgte dort die Ernennung zum  Full Profesor. 1959 wurde er emeritiert. Wissenschaftlich beschäftigte er sich mit Wirtschaftssystemen im Vergleich. Er gilt als einer der ersten Theoretiker einer „sozialistischen Marktwirtschaft“.
1974 erhielt er den Kulturpreis des Deutschen Gewerkschaftsbundes.

## Schriften (Auswahl)
- Planwirtschaft und Verkehrswirtschaft. Duncker & Humblot, München / Leipzig 1931.
- Theory of national economic planning. University of California Press, Berkeley, California 1944. (2. Ausgabe. 1947).

## Einzelbelege
1. ↑  Albert Schweitzer, Theologischer und philosophischer Briefwechsel 1900–1965. Werke aus dem Nachlaß im Verlag C.H.Beck. München 2006, S. 340, Fn. 96 (books.google.de).
2. ↑  Theodor Heuss Stuttgarter Ausgabe Briefe – Theodor Heuss in der Defensive, Briefe 1933–1945 Herausgegeben und bearbeitet von Elke Seefried. Stiftung Bundespräsident Theodor-Heuss-Haus. K.G.Saur-Verlag 2009. S. 162, Fn. 12 (books.google.de).
3. ↑  Wilhelm Bernsdorf, Horst Knospe: Internationales Soziologenlexikon. (books.google.de).

| Personendaten    | Personendaten                                                                  |
| ---------------- | ------------------------------------------------------------------------------ |
| NAME             | Landauer, Carl                                                                 |
| KURZBESCHREIBUNG | deutscher Sozialdemokrat und deutsch-amerikanischer Wirtschaftswissenschaftler |
| GEBURTSDATUM     | 15. Oktober 1891                                                               |
| GEBURTSORT       | München                                                                        |
| STERBEDATUM      | 16. Oktober 1983                                                               |
| STERBEORT        | Oakland                                                                        |